# Pornografi i Sverige
| Pornografi i Sverige |
| --- |
| - Betydelse – pornografi producerad eller distribuerad i Sverige - Bakgrund – sedan tidigt 1900-tal; legaliserad 1971 - Former – film, herrtidningar, porrtidningar - Exempel – FIB aktuellt, Lektyr, Private - Relaterat – erotisk romance, fan fiction |

Pornografi i Sverige har en minst 100-årig historia. Pornografi sågs fram till 1971, i alla former av distribution och konsumtion, som ett sedlighetsbrott, och distributionen skedde därför diskret. Lagen innefattade strikta regler omkring innehållet, baserat på uppfattningar om "god smak".
Långt tidigare hade Sverige setts som ett land av sexuell frihet. I samband med 1960-talets sexuella revolution ökade spridningen av erotiskt och pornografiskt material (inklusive i herrtidningar och i rena porrtidningar som Private och Piff), och 1971 tog sedlighetslagen kring bort. 1970- och 1980-talet präglades först av total frisläppthet, därefter av ökat politiskt motstånd och att barn- och våldspornografi förbjöds. Sedan 1990-talet har internationellt producerad internetpornografi tagit över branschen, och Sverige har förvandlats till en konsument utan större egen produktion.

## Tidigt 1900-tal
Under perioden som sträcker sig från cirka 1910-talet fram till efterkrigstiden påverkades film, tidning och litteratur markant av lagen gällande sårande av tukt och sedlighet. 1911 präglades all offentlig film av förhandscensur medan tryckt material prövades i efterhand. Namnet på censuren som riksdagen gav av rörliga bilder fick namnet biografförordningen och samma år stiftades Statens biografbyrå, som arbetade med att kontrollera det som visades på offentlig plats. Överskridande av lagen straffades med böter och eller fängelsestraff. Tidens normer gjorde det svårt för filmer som exempelvis visade ett bart ben att bli godkänt. Tryckerier disponerade samtidigt granskningsexemplar som skickades till lokala tryckfrihetsombud där innehållet bedömdes. Ifall ombudet ansågs sårande av tukt och sedlighet skickades det vidare till justitiedepartementet, därefter justitieministern följt av justitiekanslern för eventuell rättslig prövning.     
Konsumtion av pornografi var mycket begränsad utifrån kön, klasstillhörighet och ålder, och då barn, kvinnor och arbetsmän ansågs svagare skulle de skyddas mer än andra. Den gemensamma viljan att undanhålla pornografi från den mer sårbara målgruppen resulterade i en självreglerande marknad. Detta betyder att förlag ställde ultimatum till distributörerna; ifall de publicerade problematiska nummer förlorade de rätten att sälja förlagets egna tidningar som stämde mer överens med samhällets syn på sexualitet. Självregleringen och masskritiken gjorde det svårt för osedliga tidningar att överleva på marknaden. Bojkotten resulterade i att exempelvis tidningen med namnet "Getingen" släppte sitt sista nummer 1913. Mellan 1911 och 1922 förbjuds 1500 filmer. Anledningen till att just film skulle förhandsgranskas handlade om att film ansågs skadligare än andra medier vilket är ett synsätt man fortfarande kan se spår av i vår moderna syn på sexualitet.

### Yttrandefrihet i Sverige

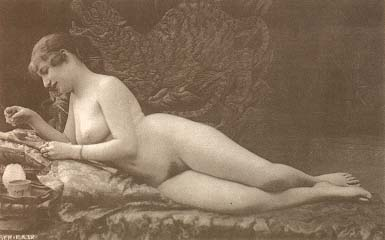
Exempel på ett "fransk vykort" cirka 1920.

Eftersom pornografi till stor del är en debatt om yttrandefrihet är det viktigt att känna till yttrandefrihetens grunder i Sverige. Redan under 1700-talet försvann censuren i Sverige vilket betyder att media inte längre behövde godkännas av staten. År 1766 kom den första tryckfrihetslagstiftningen, vilket betydde att författare/tryckare fick ge ut vilka texter det ville.
Tryckfriheten förutsatte att det fanns en ansvarig utgivare som skulle kunna dömas i efterhand, ifall verket bröt mot tryckfrihetsförordningen. Sverige var det första landet i världen att anta en sådan lag, och denna är del av dagens svenska yttrandefrihet. Den mycket tidiga och revolutionerande lagen trädde ur och in i kraft, fram tills att det blev en grundlag i slutet av 1991. Därför kunde pornografi fortfarande drabbas av förhandscensur under tidigt 1900-tal.

#### Pornografins olika former
Pornografin under tidigare 1900-tal kan delas in i två olika kategorier: tryckta alster och grafiskt explicita skildringar. Tryckta alster kan i sin tur delas in i fyra underkategorier; skämttidningar, nudisttidningar, sexualupplysningstidningar och pinupptidningar. 1910-talets pornografi dominerades klart och tydligt av skämttidningar, medan nudisttidningar och pinuptidningar inte förekom förrän cirka 1930. Skämttidningarna var sällan sexuellt explicita men gjorde klart och tydligt anspråk på det förbjudna. Det skrevs mycket om det nesliga i bland annat homosexualitet och prostitution, samtidigt som man detaljerat beskrev var och hur man teoretiskt hade möjligheten att uppleva detta. Delar av befolkningen började nu gravitera mot pornografin på ett väldigt avståndstagande, men nyfiket sätt.
1921 blev ett viktigt år i den svenska historien. Allmän rösträtt infördes och gifta mäns förmyndarskap över kvinnor försvann. Detta påverkade alla aspekter inom svensk konsumtion, där kvinnor är inte längre var beroende av männen för att kunna bedriva affärer eller arbeta. Därmed möjliggjordes pornografin och andra typer av masskonsumtion. Billigare tryckteknik och nya filmmedier gjorde pornografin mer lättillgänglig. I det privata förekom det visning av korta, löpande pornografiska filmer. Samma år, 1921, föll den första domen mot en sådan visning, vilken till skillnad från tidigare alster innehöll närbilder av könsorgan och sexuella akter. Det finns dock även äldre explicita skildringar som bevarats, till exempel franska vykort där sexuellt umgänge tydligt visualiserades men utan närbilder. 
Under andra världskriget låg fokus på den svenska försvarsandan. Visningar av pornografi skedde dock sannolikt fortlöpande på biografer och i andra lokaler.

## 1950-tal
I samband med den ekonomiska expansionen under efterkrigstiden kunde folk vända blicken från blott överlevnad till njutning. Detta resulterade i att antalet förlag som utgav pornografi fördubblades under perioden mellan 1956 och 1967. Porrbranschen expanderade under denna tid, i direkt relation till rekordåren inom Sveriges välfärdsstat. Lagen om sårande tukt och sedlighet fanns fortfarande kvar, men gränsen för vad som betraktades som porr börjar långsamt bli svårare att dra. 1955 infördes obligatorisk sexualundervisning i Sverige, efter politiskt arbete bland annat från RFSU, och delar av statens rätt att censurera film ströks. Formuleringar som "förråande" och "upphetsande", vilket styrde vilka filmer som skulle sållas bort, ändrades till "skadligt upphetsande" och "förleda till förbrytelse". Alltså kunde inte filmer censureras ifall de inte var direkt skadliga att konsumera. 1950-talets vilja att liberalisera omkring sexualiteten föranledde därför den senare legaliseringen av pornografi.

### Den svenska synden

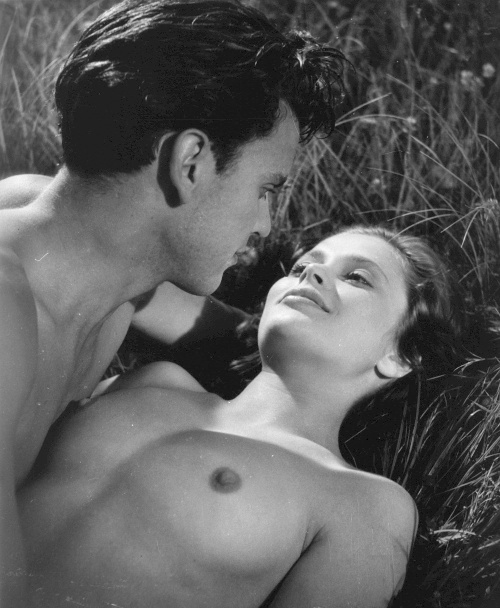
Folke Sundquist och Ulla Jacobsson i Hon dansade en sommar – "den svenska synden" var född.

Under 1950-talet väckte svenskarnas liberala syn på nakenhet stort internationellt intresse, och begreppet "den svenska synden" föddes. Bilder från filmen Hon dansade en sommar, med unga Ulla Jacobssons bröstvårtor, gav stora rubriker och fick stor internationell spridning. Kvinnors egna heterosexualitet tog stor plats i debatten, vilket bäddade för den sexuella revolution som under 1960-talet skulle bryta ut i ungdomskulturens USA. Mellan 1950 och 1960 reste många amerikanska och europeiska journalister till Sverige för att rapportera om Sveriges naturliga syn på sexualitet, något som i deras hemländer fortfarande var mycket kontroversiellt.  
Den svenska synden oroade folk starkt, eftersom man inte visste vad som skulle ske ifall den skyltades utåt. Detta resulterade i att den svenska synden kom att påverka Sveriges politik i flera decennier framåt. Den utländska kritiken mot svensk "lössläppthet" replikerades med uttalanden som "vi har jämställdhet – ni har dubbelmoral!" Detta syftade på Sveriges vilja att inte mörka sexualitetens olika uttryck – inklusive i pornografi – något andra länder tenderade att göra.  

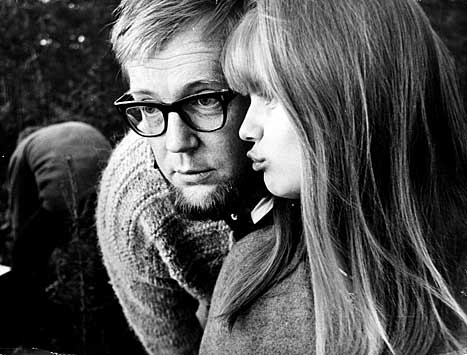
Vilgot Sjöman och Lena Nyman, vid inspelningen av Jag är nyfiken – en film i gult.

Den svenska synden var dock inte enbart negativ för landets självbild. Regissören Joe Sarno intresserade sig för filmen Jag är nyfiken – en film i gult och lockades att resa till Sverige och 1967 skapa Jag – en oskuld. Under 1960-talet började man även använda den svenska synden som en marknadsföringstrategi, vilket gav viss effekt.

## 1960-tal
Under 1960-talet blev pornografin mer explicit och utmanande, och man kan även beskriva den som experimentell i jämförelse med det man sett förut. Olika syn på pornografi växte fram, där en gren hävdade att branschen endast gynnade medelålders medelklassmän och orsakade stor skada för kvinnor, barn och äldre som kom i kontakt med den grova typen. En annan gren hävdade dock att pornografin bidrog till frigörandet av sexualiteten. Man ville uppnå en sexuell frigörelse, fri från fördomar. Målet var att skammen kring sexualitet – oavsett form och utseende – skulle försvinna.   
Liberaliseringen på 1960-talet hade koppling till tryckfriheten, vilket ledde till politisk debatt. Politikerna behövde förhålla sig till bilden omvärlden hade om landet,och  man ville inte ses som för konservativ samtidigt som oron var omfattande för pornografins risker. Ständigt växande distribitionskanaler blev under tiden allt svårare att hantera. Staten hade inte längre resurser att stoppa spridningen av pornografi, vilket ledde fram till en kompromiss; man fick tillverka pornografi så länge den inte syntes i det offentliga, för att förhindra att de som inte ville se pornografi råkade utsättas för det.   
Under 1960-talet började kvinnor ta större plats inom en bransch traditionellt sedd som tillverkad för män och av män. I april 1966 publicerade Nina Estin sitt första nummer av Expedition 66, den första porrtidningen direkt riktad mot kvinnor. I ett utdrag ur Statens offentliga utredningar från 1969 kan man tydligt se hur pornografin ansågs göra störst skada för barn och ungdom; "Särskilt varnar man för att barn och ungdom, som ofta av en slump eller av nyfikenhet kommer i kontakt med dessa alster, exempelvis genom specialaffärernas skyltning, kan få en felaktig inställning till sexuallivet och till det motsatta könet." Denna tankegång är allmänt accepterad ännu 50 år senare.   

### Filmen491

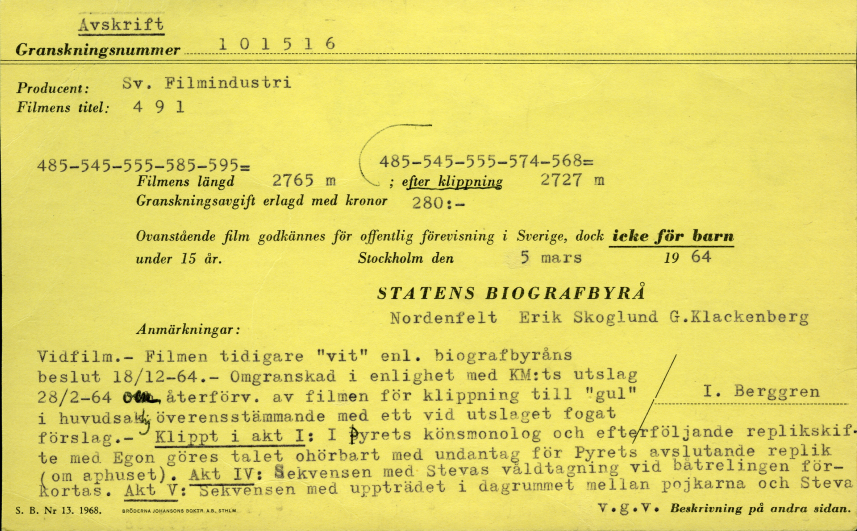
Censurkortet för 491.

År 1963 släpptes filmen 491, i regi av Vilgot Sjöman inspirerad av Lars Görlings roman med samma titel. Filmen totalförbjöds av Biografbyrån, med motiveringen att den var "förråande", "skadligt upphetsande" och stred emot lagen sårande av tukt och sedlighet. Eftersom filmen detaljerat gestaltade våldsamma sexuella handlingar, inklusive våldtäkt, brottslig homosexualitet och prostitution, tog man särskild hänsyn till ungdomen i sitt totalförbud. Detta visade sig dock inte vara helt problemfritt rent politiskt, och man redigerade om filmen. Efter ett par borttagna scener kunde man släppa filmen, då med 18-årsgräns. Senare, på 1970-talet vände sig Sjöman till Biografbyrån och hävdade att filmen skulle få visas i oklippt skick, vilket gick igenom 1977. Filmen 491 brukar ses som startskottet för processen att plocka bort lagparagrafen om sårande tukt och sedlighet, något som i sin tur släppte pornografin fri.

### År 1965

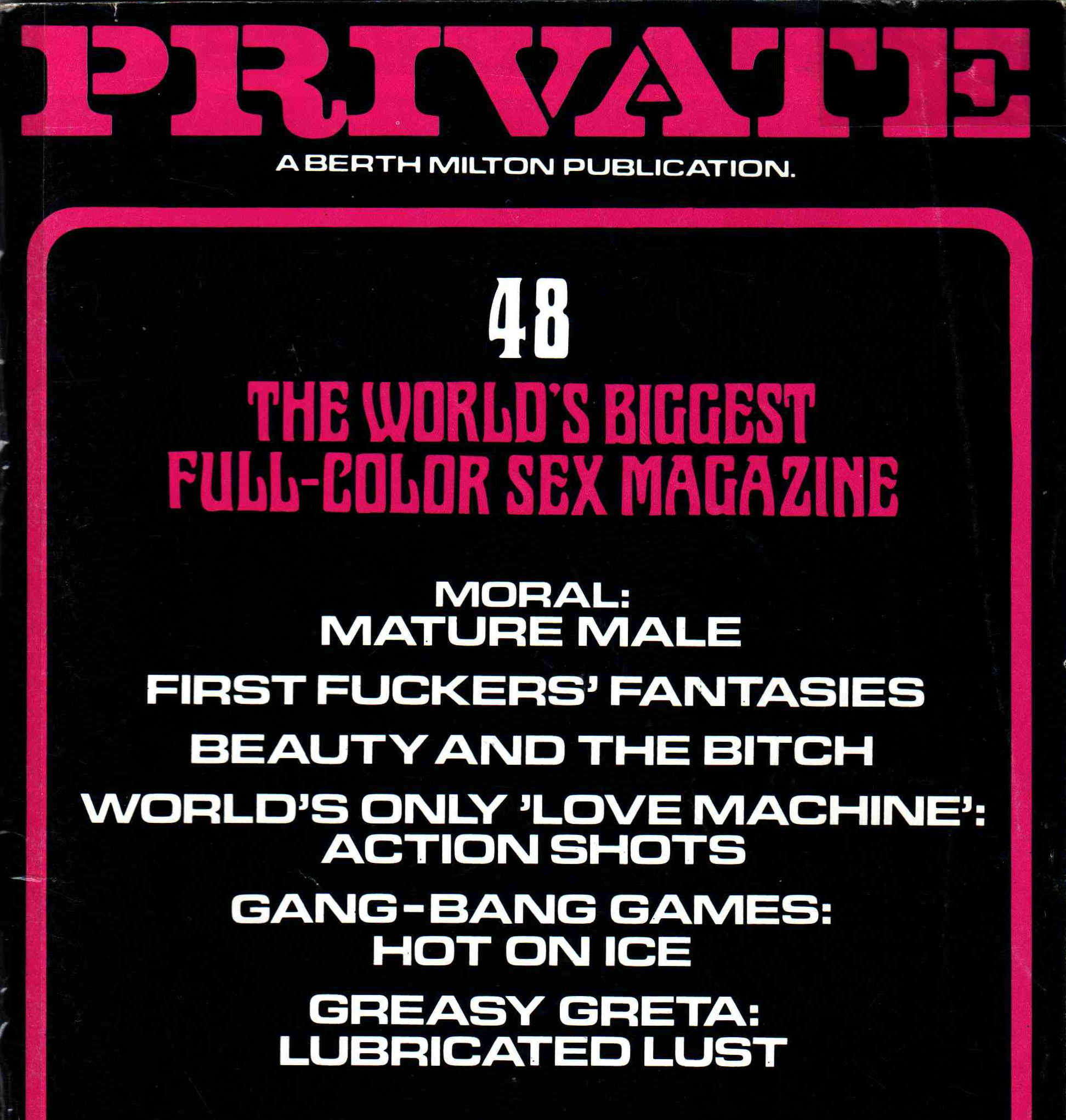
Framsidan på Private #48, 1979. Tidningen grundades 1965, som den första hårdpornografiska publikationen i fyrfärg, och präglas av grovhet i både bild och text.

1965 var ett år av förändring. Man brukar räkna med att särskilt två händelser detta år fick historisk betydelse. En av dessa var Bengt Anderbergs novellsamling Kärlek 1, som bröt mot förbudet mot sedlighetssårande text. Anderberg sågs under perioden som en kulturmänniska, något som gjorde det svårt att stämpla verket som vare sig fullt pornografiskt eller finkulturellt, men när Kärlek 1 till slut godkändes gav detta grönt ljus för andra.    
I Anderbergs efterföljd kunde pornografiproducenter som Berth Milton med sin Private, lanserad samma år, få lättare att komma ut. Här presenterades den första skildringen av penetrerande sex i porrtidningsformat. Precis som fallet med Kärlek 1 följde andra tidningsproducenter i Miltons spår, och tidningar med titlar som Orgie och Stripping Sweden publicerades strax därpå.
Under det kommande årtionden skulle pornografin komma att bli del av tidens kulturliberalisering. Nakenheten och olika sexuella intryck skulle komma att hämtas upp av filmare och författare, och Sverige blev en stor producent av gladporr. I den delvis satiriska Hasseåtage-filmen Mannen som slutade röka (1972) presenterades tobaksrökning som en värre last än pornografi. 1975 förberedde Ingmar Bergman en (aldrig producerad) novellfilm med BDSM-tematik, och han skrev redan 1969 ett filmmanus med liknande tema. Parallellt syntes svenska sexualupplysare som Maj-Briht Bergström-Wahlan i frågespalter i bland annat ovannämnda Private.

## 1970-talet och legaliseringen

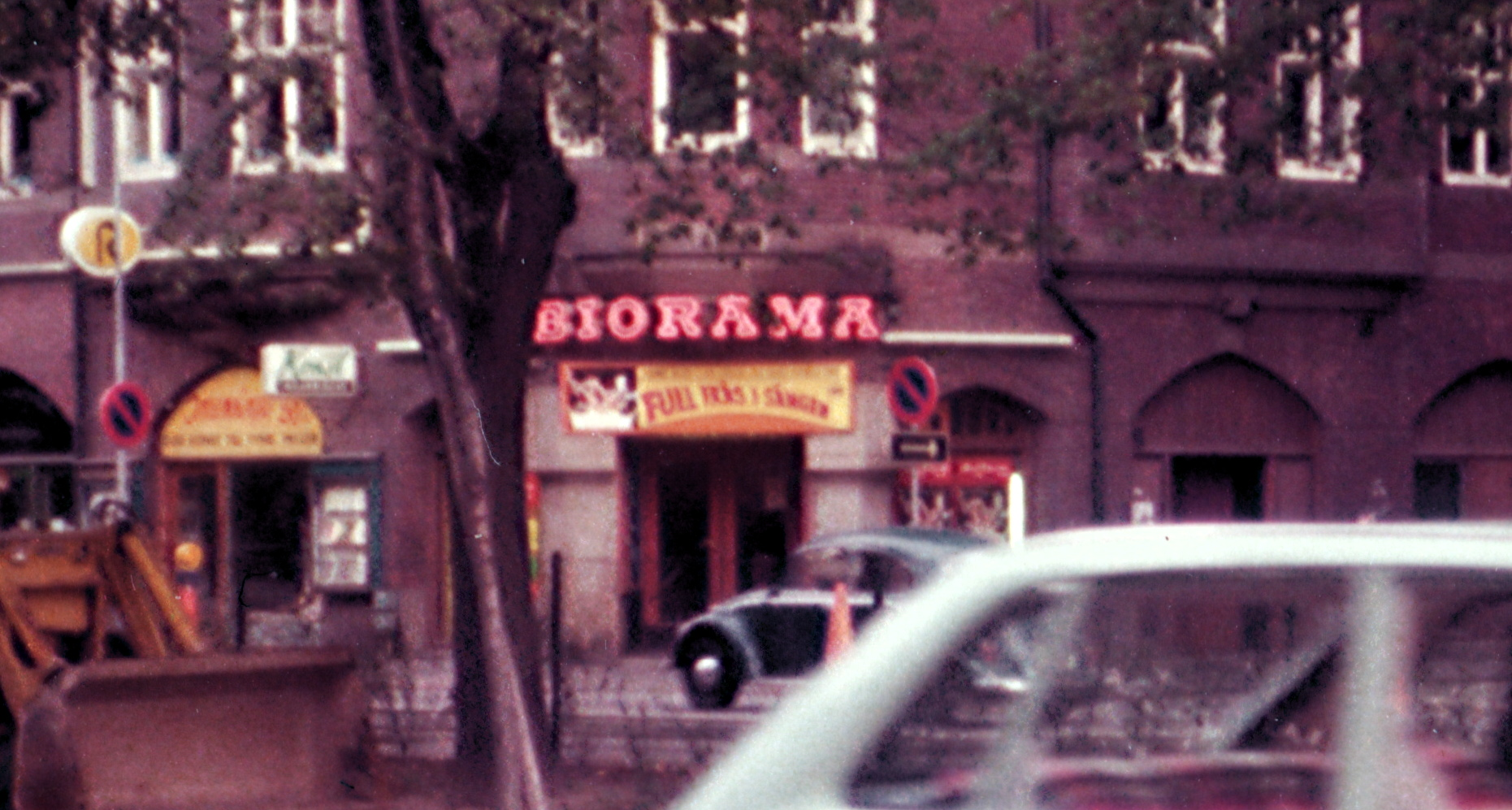
Biorama i Göteborg cirka 1985, med den amerikanska filmen Fullt fräs i sängen (1975) på repertoaren.

1971 blev pornografin laglig i Sverige, men genom en ny bestämmelse lagstiftade riksdagen om skyltningsförbud. Målsättningen var att stärka yttrandefriheten, samtidigt som man skulle skydda den som inte ville konsumera pornografi och förhindra att de möttes av pornografi i det offentliga rummet. Exempelvis fick man sälja pornografiska tidningar men inte visa dem i skyltfönster, då man ansåg att konsumtion av pornografi skulle vara ett aktivt val. Istället började skyltfönster som dessförinnan varit fyllda av pornografi målas i svart. Detta blev naturligtvis en sorts skyltning i sig, eftersom konsumenterna förstod budskapet bakom det svartmålade, men det förhindrade grafiskt explicit pornografi i det offentliga. På grund av liberaliseringen var det inte längre olagligt att visa pornografiska skildringar, och fram till 1973 kunde man hitta så kallade poseringsannonser i olika tidningar. Dessa gjorde reklam för porrklubbar, som växte drastiskt i antal under samma tid. År 1972 blev det olagligt för dansarna på porrklubbarna att ha fysiskt kontakt med kunderna, men det var fortfarande lagligt med samlag på scenen då detta ansågs vara något mellan två artister.
Expansionen under 1950- och 1960-talet lade grunden för avkriminaliseringen. Man menar därför inte att det var legaliseringen som ledde till expansionen, utan expansionen som ledde till legaliseringen. "Smaklösheten är det pris vi får betala för yttrandefriheten", löd ett citat av Lennart Geijer, socialdemokratisk justitieminister mellan 1969 och 1976. Där framställdes ett flertal argument för att pornografin skulle legaliseras, inkluderande:
- Tvekan att bekämpa pornografi genom att begränsa tryck- och yttrandefriheten; istället förordades självreglering av pressen.
- Sexualbrott som skedde i produktionen skulle regleras via brottsbalken, inte i tryckfrihetsförordningen.
- Medborgarna skulle skyddas från att mot sin vilja bli konfronterade av pornografi (skyltningsförbud och begränsning i postförsändelser).
- "Dålig smak och tarvlighet" kan inte lagstiftas bort.[21]

En stor del av befolkningen höll inte med Geijer, och nya argument mot pornografi växer fram (både från konservatistiskt håll och från den växande kvinnorörelsen). När pornografin blev laglig kunde brukaren vara vem som helst – inte längre en enstöring med undangömda intressen. Detta medförde naturligtvis en större spridning, vilket motståndarna menade skulle leda till en generation av "passiva onanister med krav på omedelbar behovstillfredsställelse i alla delar av livet". En del av motståndarskaran bestod av andra vågens feminister som ansåg att den största problematiken låg i porrens ojämställda syn på könen. Argumenten från 1950- och 1960-talen om att samlag först och främst skulle handla om kärlek låg därmed kvar.  
Andra brott som ingick i sårande av tukt och sedlighet, som blottning eller samlag på offentlig plats var fortfarande otillåtet, dock med andra titlar som sexuellt ofredande eller förargelseväckande beteende. Det fanns även avvikelser i lagen, och alla typer av pornografi var inte tillåten. Ifall ett verk ansågs innebara "otillåtet förfarande med pornografiskt bild", bröt verket mot lagen. Då som nu fanns det en lista över pornografi som inte var tillåten enligt svensk lag. Marknaden dominerades av heteronormativa uttryck (eftersom de flesta människor är heterosexuella), men under 1970-talet presenterades även tidningar som var specialinriktade på specifika sexuella preferenser på ett helt nytt, mycket mer öppet vis.

## Senare årtionden

### 1980- och 1990-talet

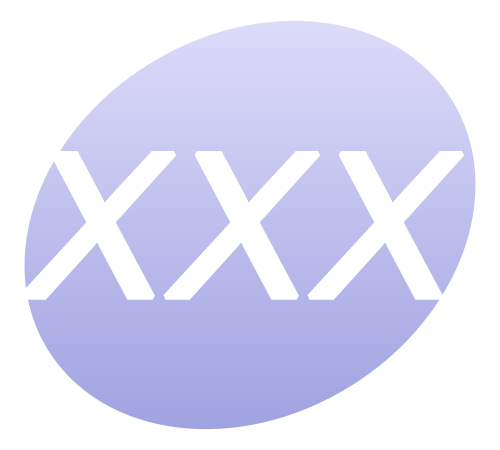
XXX – vanlig förkortning på "vuxenunderhållning", hämtad från USA:s censurmyndighets klassning (se även Produktionskoden).

Pornografidebatten har dykt upp med jämna mellanrum, ända sedan legaliseringen. Mellan 1980- och 1990-talet fokuserade motståndare och förespråkare på effekterna samt begränsning av den nu lagliga pornografin. Videovåldsdebatten i början av 1980-talet lyfte också frågan om problemen med våldspornografi, och 1989 förbjöds produktionen i Sverige; i samma veva flyttade Berth Milton Jr. sitt Private-bolag till Spanien. Redan tidigare hade man förbjudit barnpornografi. 1984–1993 publicerade Horst Schröders förlag Epix tidningar som Epix och Pox, som publicerade pornografiska tecknade serier, och under 1990-talet översattes även den spanska pornografiska serietidningen Kiss till svenska.
På 1990-talet, i samband med starten av ett antal kommersiella TV-kanaler, togs pornografi upp på olika sätt i det nya mediet. Pornografisk film visades nattetid på kanaler som TV1000 och Canal+, medan både TV3 och Kanal 5 hade debattprogram och dokumentärer med sexuella eller pornografiska inslag. Parallellt växte tredje vågens feminism fram, och under det kommande decenniet ökade debatten mellan denna och den andra vågens dito (bland annat representerad av kvinnojoursorganisationen Roks), omkring ämnen som pornografi. Senare kom man att undersöka det komplexa sambandet mellan internet och pornografi.
Under 1990-talet minskade samtidigt den tryckta pornografin i Sverige i betydelse. År 2000 var antalet förlag som sysslade med pornografisk utgivning i landet tillbaka på samma nivå som på 1950-talet.

### Internetåldern
Internets historia i Sverige sträcker sig tillbaks till cirka 1984, och därefter har det växt till ett i princip obegränsat och allmänt tillgängligt medium. Detta betyder att tillgängligheten och spridandet av pornografi vuxit. Grupper som setts som mer utsatta, som ungdomar och äldre, anses fortfarande påverkas mest av pornografins spridning, trots att de yngre generationerna är internetoperatörernas främsta konsumenter.
Under 2010-talet spreds internetpornografin allt mer via smartmobiler, och framväxen av sociala medier har i praktiken normaliserat närvaron av pornografiska uttryck i Millenniegenerationen och Generation Z. Metoo-rörelsen och ett ökat fokus på samtycke och en reformerad svensk sexualundervisning bidrog i slutet av årtiondet till uppflammande debatter omkring pornografins vara eller inte vara.

## Debatt, forskning och utbildning

### Bakgrund
Pornografin har i Sverige – liksom i andra länder – varit ett kontroversiellt fenomen. Under 1950-talet såg kristna debattörer den som osedlighet, från 1970-talet har stora delar av den feministiska rörelsen betraktat den som ett hot mot kampen för ett jämställt samhälle. På senare år har fokus alltmer lagts mot att skydda minderåriga från pornografins ofta orealistiska bilder av sexuell samvaro, även om forskning visat att barn och ungdomar ofta förstår skillnaden mellan fantasi och verklighet.
Samtidigt har de arga kritikerna sett pornografin som tecken på kapitalismens värsta sidor och producenterna som rovgiriga och samvetslösa opportunister. Forskning från bland annat Klara Arnberg (Umeå universitet) har dock pekat på att den pornografiska pressen i Sverige var utestängd från den stora annonsmarknaden; de flesta annonsörer ville helt enkelt inte bli sammankopplade med den här typen av "omoral". Resultatet blev av tidningsköparna blev vana att få betala ett mycket högre pris för tidningarna. Arnberg anser också att pornografins negativa laddning också hänger samman med dess mycket personliga karaktär, eftersom detta lätt kan ge intrycket av att den säljer något som inte bör få säljas. Hon menar att porrtidningsmarknaden inte varit mer kommersiell än andra branscher i den samtida kulturen; däremot fungerade den som en isolerad ö i konsumtionssamhället, en som man konsumerade privat och inte diskuterade offentligt.

### Senare år
På senare år har forskningen och undersökningar omkring pornografi ändå blivit vanligare. Bland svenska akademiska uppsatser i ämnet finns undersökningar av attityder bland män, kvinnor, ungdomar, feminister, kvinnliga porrkonsumenter och riksdagsledamöter, av kopplingarna mellan prostitution och porr, meningen med BDSM, pornografins svenska historia, samtyckets betydelse i olika situationer, innehållsfilter och moralpanik, riskerna med webbkameraarbete samt medveten distansering till pornografi.
Pornografi har hittills varit sällsynt som akademiskt ämne på svenska högskolor och universitet. 2024 arrangerades dock en distanskurs på halvfart av Lunds universitet, i ämnet "Perspektiv på erotisk litteratur och pornografi". Diskussioner omkring pornografi har även ingått i högskolekurser som rör "Barn, ungdomar och sexualitet i skolan" (Stockholms universitet, 2024), "Unga, sex och internet i lärmiljöer" (Umeå universitet, 2024) och sexologi med mera (Malmö universitet).

### Kritik och undervisning
Organisationen Talita tillhör kritikerna av sexbranschen i sin helhet. 2024 publicerade de en studie där de intervjuat 100 deltagare inom den svenska delen av branschen. Deras slutsatser var att deltagarna i mycket stor utsträckning hade negativa livsupplevelser innan deras medverkan, att de även verkat inom andra delar av sexbranschen samt att deras erfarenheter av sin medverkan till största delen var negativa. Undersökningens slutsatser kan jämföras med dem av bögporrbranschen i USA, metastudier från USA, blandade erfarenheter från Japan och ett par uppmärksammade statliga rapporter i Frankrike. Undersökningsledaren Meghan Donevan har även tidigare publicerat rapporter där den inhumana sidan av branschen lyfts fram.
På grundskole- och gymnasienivå har utbildning kring pornografi och sexualitet i media fått ökad betydelse sedan reformeringen av undervisningen i sexualitet, samtycke och relationer 2022, där temat ska kunna vara del av undervisningen i alla skolämnen. Vad gäller pornografi läggs tonvikten på elevernas utvecklande av "ett kritiskt förhållningssätt" till fenomenet. Reformeringen av läroplanen gjordes mot bakgrund av Metoo-rörelsen och en ökad diskussion i samhället kring riskerna med den alltmer lättillgängliga pornografin. I samband med lanseringen av den nya läroplanen presenterade Utbildningsradion programserien Allt om porr, en serie som medvetet utmanat Skolinspektionens önskemål om en tydligare värdegrund runt informationen kring pornografi i skolundervisningen.